# Gihef
Pour les articles homonymes, voir Baudot.
Jean-François Baudot dit Gihef, né le 27 mars 1974 en province de Hainaut, est un auteur de bande dessinée belge.

## Biographie
Jean-François Baudot naît le 27 mars 1974 près de Charleroi,. Gihef passe une partie de son adolescence dans le sud de la France. Ses débuts comme dessinateur sont difficiles : Gihef vit de petits boulots avant qu’il ne fasse la connaissance du dessinateur Éric Lenaerts, qui le pousse à se diriger vers un dessin réaliste.
C’est l’éditeur Nucléa qui publie RIP Limited, son premier album. En 2004, il publie le thriller Enchaînés, scénarisé par Joël Callède aux éditions Vents d'Ouest, avant que le duo ne signe chez Dupuis la série Haute sécurité qui explore l'univers carcéral dans la veine de la série OZ.
Fin des années 2000, Gihef réalise des scénarios pour d'autres dessinateurs, notamment pour son mentor Éric Lenaerts avec Mister Hollywood et Skipper (co-scénarisé par le scénariste Callède) et avec Liverfool avec Damien Vanders et Crotales, spin-off de la série imaginée par Jean Dufaux Jessica Blandy, toujours sous le crayon du dessinateur Renaud Denauw.
En 2014, il scénarise une série de gags intitulée Ante Chris qui paraît chaque mois dans le Lanfeust Mag avec Aco au dessin. La même année, il cosigne le scénario de la série thématique Complot avec Alcante aux éditions Delcourt.
En 2015, il entame l'adaptation en bande dessinée des aventures d'OSS 117 d'après Jean Bruce, toujours en qualité de scénariste chez Soleil Productions. La même année à la disparition de Stuf, il lui rend hommage dans le Spirou no 4039.
En 2016, pour Kennes éditions, il assure le scénario de l'adaptation de la série de romans jeunesse Justices, imaginée par Renaud De Vriendt.
En 2018, il imagine et dirige une nouvelle collection pour les Humanoïdes Associés : Sirènes et Vikings, dont les albums paraissent à partir de 2020. Il est le créateur de l'univers, inspiré de la mythologie nordique, et assure l'écriture de deux tomes : Écume de Nacre (2020) et La Sorcière des Mers du Sud (2021).
Fin de l'année 2021, Ante-Chris, une web-série animée dont il est le créateur et le scénariste, est diffusée sur Auvio. Elle s'inspire d'une série de gags de bande dessinée parus dans le Lanfeust Magazine. Le dessin est réalisé par Anne-Catherine Ott. Il écrit le scénario de Asia, le deuxième tome de la série Titans publiée dans la collection « Gene » aux Éditions Oxymore en 2024.
Il est aussi chanteur, il fait partie du groupe Boy’z Band Dessinée aux côtés de Batem et Janry.

## Œuvre

### Publications

#### Collectifs
- Rebonds, Office des publications officielles des Communautés européennes, Luxembourg, 2010
Scénario : Rudi Miel - Dessin : collectif dont Gihef - Couleurs : quadrichromie -  (ISBN 978-92-7913-893-5),bande dessinée disponible dans les 23 langues officielles de l'Union européenne.
- Ailé(e)s, Les Humanoïdes associés, Paris, 2 octobre 2024
Scénario : collectif dont Gihef - Dessin : collectif - Couleurs : quadrichromie -  (ISBN 978-2-7316-6926-8)

### Productions audiovisuelles
- Ante-Chris - web-série animée diffusée sur Auvio (2021)

#### Livres
: document utilisé comme source pour la rédaction de cet article.
- Jacques Fiérain, « Gihef », dans La BD dans la province du Hainaut, Charleroi, Éd. l'Âge d'or, septembre 2006, 96 p., ill. ; 31 cm (ISBN 9782960046458 et 2960046455, OCLC 469651838, présentation en ligne), p. 23.
- Philippe Mellot, Michel Denni, Laurent Turpin et Isabelle Morzadec, Trésors de la bande dessinée : BDM 2021-2022 - Catalogue encyclopédique et Argus, Paris, Les Arènes, novembre 2020, 22e éd., 1700 p., ill. ; 23 cm (ISBN 9791037502582, OCLC 1240308146, présentation en ligne), p. 275, 315, 327, 383, 391, 516, 588, 661, 748, 826, 968, 1038, 1048, 1070. .

#### Périodiques
- Henri Filippini, « Haute sécurité, t. 5 et t. 6 : double meurtre au temple », dBD, no 44,‎ juin 2010, p. 72.
- Gihef, Alexis Flamand, Marco Dominici (interviewés par MarineL), « Alamänder, la fantasy autrement », Zoo le Mag, no 88,‎ septembre-octobre 2022 (lire en ligne, consulté le 8 décembre 2024).

#### Articles
- Gihef (interviewé par Spooky), « Interview de Gihef », BDthèque,‎ 10 février 2013 (lire en ligne, consulté le 22 décembre 2022)
- Gihef (interviewé), « Interview de Gihef », Les Sentiers de l'imaginaire,‎ septembre 2014 (lire en ligne, consulté le 22 décembre 2022)
- Gihef (interviewé par Cyrille M), « Interview de Gihef », Bruce lit,‎ 14 septembre 2019 (lire en ligne, consulté le 22 décembre 2022).
- Gihef (interviewé par Charles-Louis Detournay), « Interviews : Kamiti adapte "Le Cycle d’Alamänder", une nouvelle série de Polar Fantasy [Podcast] », ActuaBD,‎ 29 août 2022 (lire en ligne, consulté le 8 décembre 2024).

### Émissions de radio
- "L'élixir de Dieu" - Tome 1 “Spiritus Sancti” - Gihef (ed Bamboo), émission Entre les cases présentée par Delphine Freyssinet sur Radio chrétienne francophone, (27 min), 12 avril 2023.

### Vidéographie
- [vidéo] « Interview de Gihef au festival BD d'Anzin-Saint-Aubin », sur YouTube, 9 décembre 2012
- [vidéo] « Dans l'atelier de...Gihef - Sirènes et Vikings », sur YouTube, 29 octobre 2020
- [vidéo] « Gihef nous présente des bonnes soeurs pas très catholiques. », sur YouTube, 24 juin 2023